# Tubay
Tubay è una municipalità di quinta classe delle Filippine, situata nella Provincia di Agusan del Norte, nella Regione di Caraga.
Tubay è formata da 13 baranggay:
- Binuangan
- Cabayawa
- Doña Rosario
- Doña Telesfora
- La Fraternidad
- Lawigan
- Poblacion 1
- Poblacion 2
- Santa Ana
- Tagmamarkay
- Tagpangahoy
- Tinigbasan
- Victory